# 케일라 해리슨
케일라 진 해리슨(영어: Kayla Jean Harrison, 1990년 7월 2일~)은 미국의 유도 선수로 2012년과 2016년 하계 올림픽에서 2연속으로 하프헤비급 금메달을 획득했다.

## 어린 시절
오하이오주 미들타운에서 태어났으며, 6세 때에 검은 띠 보유자인 어머니의 소개로 유도를 시작했다. 대니얼 도일의 지도를 받으며 훈련을 시작하여 15세 때에 미국 선수권 대회 우승하였다. 그러나 도일에게 성폭행을 당하는 일이 일어났고 도일이 유죄로 판결이 나며 징역 10년을 선고받은 후, 아버지와 지미 페드로 밑에서 훈련하였다.

## 선수 경력
2008년 해리슨은 -63kg급에서 78kg급의 부문으로 무게급을 바꾸었다. 베이징에서 열린 2008년 하계 올림픽 대표 선발전에서 탈락했으나 그해 세계 주니어 선수권 대회에서 우승하고, 이듬해에는 준우승을 하였다.
2010년 세계 선수권 대회에서 브라질의 마이라 아기아르를 꺾고 -78kg급 금메달을 획득했으며, 미국 선수로는 1999년 세계 선수권 대회 이후 처음으로 세계 선수권 대회에서 우승한 선수가 되었다. 이듬해 파리에서 열린 2011년 세계 선수권 대회 준결승전에서 해당 경기 우승자인 프랑스의 오드리 최메오에게 패하였다. 그러나 동메갈 결정전에서 네덜란드의 마르힌더 페르커르크를 꺾으며 동메달을 획득했다. 
2012년 하계 올림픽을 앞두고 훈련 중에 부상을 입었으나 올림픽에 참가했다. 부상 중임에도 결승까지 진출했고 결승전에서 유효 2개를 따내며 영국의 제마 기븐스를 꺾으며 미국 최초로 올림픽 유도 금메달을 획득한 선수가 되었다.
2016년 리우데자네이루에서 열린 2016년 하계 올림픽에서 최메오를 꺾고 금메달을 획득하며 올림픽 2연속 우승을 성공하였다. 올림픽이 끝난 후 유도 선수에서 은퇴했으며, 종합격투기 선수로 활동하고 있다.

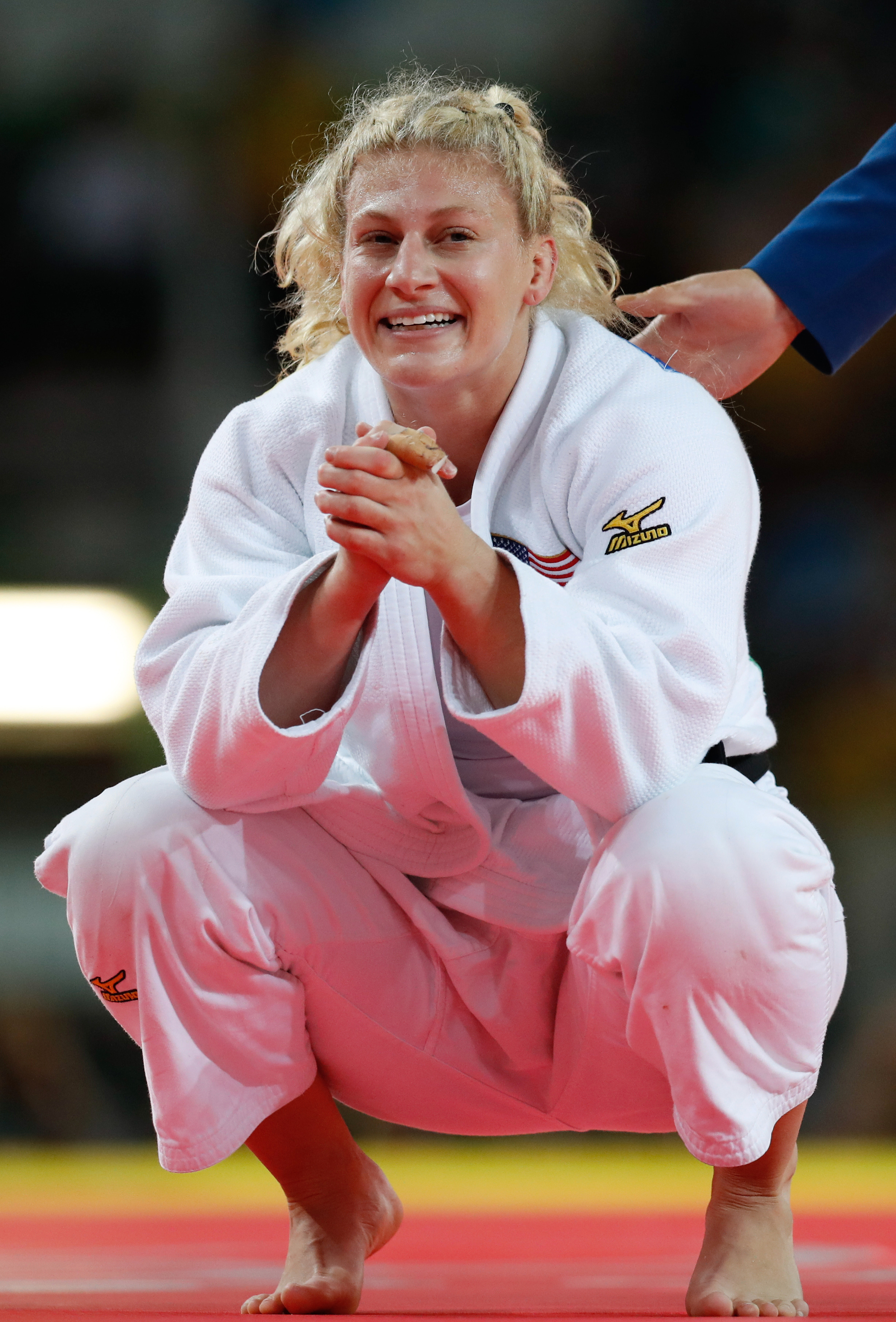
2016년 하계 올림픽 당시의 해리슨